# Gladiadores da Feitoria
Grêmio Recreativo Cultural e Beneficente Gladiadores da Feitoria é uma escola de samba de São Leopoldo no Rio Grande do Sul.

## História
Os Gladiadores da Feitoria foi fundada em 9 de março de 1990, é uma das entidades carnavalescas mais tradicionais da cidade. A escola possui quatro títulos ao longo de sua trajetória no mundo do samba. Em 2008 a escola não desfilou por problemas relativos a seu tema, foi punida com a proibição de desfilar em 2009 e ficar sem receber ajuda financeira da prefeitura até 2014.

## Carnavais
| Ano  | Colocação       | Grupo | Enredo | Ref.  |
| ---- | --------------- | ----- | --- | ----- |
| 1992 | Campeã          | Único | Mãe África |       |
| 1993 | Campeã          | Único | Ali Babá e as mil e uma noites. |       |
| 1994 |                 | Único | Valeu Zumbi |       |
| 1995 | Campeã          | Único | |       |
| 1998 | 4º lugar        | Único | O delírio de um candidato sonhando com o poder.                                                                                      | [ 5 ] |
| 2003 | 4º lugar        | Único | Você também é culpado | [ 6 ] |
| 2004 | 4º lugar        | Único | Deu na capa do jornal, Gladiadores homenageia o VS no carnaval.                                                                      | [ 7 ] |
| 2005 | 3º lugar        | Único | Viagem ao futuro. |       |
| 2006 | 4º lugar        | Único | Espelho |       |
| 2007 | Campeã          | Único | Sou doutor, sou Gladiador, da humanidade - Sou vencedor, das festividades eu sou mentor: Dagoberto Goulart, o Dagô.                  | [ 8 ] |
| 2008 | Desclassificada | Único | Do Executivo à periferia. Pra população a democracia dos Gladiadores, exalta, Orçamento Participativo a voz da participação popular. | [ 2 ] |

## Títulos
- Campeã de São Leopoldo: 1992, 1993, 1995, 2007[8]